# فاتو داوودا
فاتو داودا (بالإنجليزية: Fatau Dauda)‏ مواليد 6 إبريل 1985) هو لاعب كرة قدم غاني يلعب حاليًا لصالح نادي أشانتي غولد الغاني.

## الحياة الشخصية
ديانة داوودا هي الإسلام، يؤدي الصلاة قبل وبعد كل مباراة.

## روابط خارجية
- فاتو داوودا على موقع الاتحاد الدولي (مؤرشف)  (الإنجليزية)
- فاتو داوودا على موقع قاعدة بيانات كرة القدم.إي يو (الإنجليزية)
- فاتو داوودا على موقع ناشيونال فوتبول تيمز (الإنجليزية)
- فاتو داوودا على موقع Soccerway.com (الإنجليزية)
- فاتو داوودا على موقع عالم كرة القدم.نت (الإنجليزية)
- فاتو داوودا على موقع AS.com (الإسبانية)
- صفحة اللاعب على mtnfootball.com